# Sedm dní a sedm nocí
7 dní a 7 nocí je videohra, v pořadí druhá grafická point and click adventura z dílen týmu Pterodon Software a vydaná firmou Vochozka Trading v listopadu 1994. Později byla uvolněna jako freeware. Celý děj hry se odehrává v nespecifikovaném městečku s názvem Lhota. Hra vyšla v němčině jako 7 Tage, 7 Nächte a v polštině jako 7 Dni i 7 Nocy.

## Příběh
Hlavní hrdina, detektiv Venca Záhyb (také Waszek Fałda nebo Wenzel Ziegler), z městečka Lhota dostane jednoho dne speciální zakázku od milionáře Jonathana Smihta (parodie na příjmení Smith). Venca musí pohlídat jeho 7 dcer a uchránit je od případných nápadníků. Když ovšem ještě toho večera sedí v místní hospodě s Fandou Kořenem, vsadí se o jeden lubr, že všech 7 dcer do poslední získá.
Venca má tedy jeden den pro každou dívku a vždy musí překonat určité překážky k získání jejího srdce. U Jasmíny Smihtové je největší překážkou její pes, u Trampolíny její lenost, u Karmíny její lačnost po sladkostech, u Filomény její vzhled, u Hermíny její homosexualita, Evelína chce šperk a opravit kotel a Rosalína požaduje donést rodinný diamant.

## Provedení
Celá hra byla na příkaz Petra Vochozky vytvořena dvoučlenným týmem Pterodon Software za pomoci externistů za 6 měsíců. Díky tomu také hra není příliš odlišná od předchozího titulu Tajemství Oslího ostrova. Ovšem počet lokací se téměř zdvojnásobil na necelých 50. Byla to také první česká hra využívající Sound Blaster.
Po získání každé dívky následuje pasáž s lehce lechtivým obrázkem a ukazatelem úspěchu u dané dívky. V této pasáži bylo nutné střídavě klikat na obě tlačítka myši, dokud se zásobník nenaplnil. Jakmile hráč přestal klikat nebo zmírnil tempo, ukazatel začal padat k nulové hodnotě. Zpočátku si hráči mysleli, že je klíčová mnohdy až frenetická rychlost klikání, čímž tehdejší myši velice trpěly. Petr Vochozka však v jednom z pozdějších rozhovorů tvrdil, že nejdůležitější bylo dodržet rytmus klikání, rychlost nebyla tak podstatná.

### Kompatibilita
Minimální požadavky hry byly PC s MS-DOS, CPU 386, 2 MB RAM, 3 MB HDD, EMS paměť, média 3,5" diskety a ovládání přes počítačovou myš. Na moderních počítačích s Microsoft Windows se hra obvykle hraje v emulátoru DOSBox. Verze hry na systém Amiga s odlišnou grafikou byla vyvinutá pouze k betaverzi a oficiálně nevyšla.

## Přijetí
Hra celkově byla hodnocena jako velmi humorná, ale také jako nelogická ve smyslu nutnosti používat předměty ve stylu „vše na vše“. To společně s malou inovací oproti Tajemství Oslího ostrova bylo terčem ostřejší kritiky recenzí. 7 dní a 7 nocí byla často přirovnávána k české obdobě série her Leisure Suit Larry od Sierra On-Line. Hodnocena byla časopisem Score 55 %, Excalibur 71 % a Riki 80 %.

## Pokračování
7 dní a 7 nocí se koncem listopadu 2003 dočkalo za spolupráce Illusion Softworks a Enteron týmu pokračování pod názvem 6 ženichů a 1 navíc. Toto pokračování se již dočkalo podstatně lepších ohlasů. Textová verze vyšla jako freeware po dvou měsících a dabovaná verze po půl roce. V příběhu figuruje opět Venca Záhyb, který v prvním díle přivedl všech sedm dcer milionáře Smihta do jiného stavu, jejich otec jej za to pořádně ztrestal a nyní musí najít všem dcerám ženicha, vzhledem k jejich odlišnému vkusu to však nebude mít jednoduché.